# Pedro Miguel Pérez Betancourt
Pedro M. Pérez Betancourt, quien se desempeñó como Jefe de la Marina de Guerra Revolucionaria (MGR), con el Grado de Vicealmirante (General de División), Actualmente funge como Jefe de la Aduana General de la República de Cuba (AGR).

## Trayectoria revolucionaria
A mediados del año 1958, al descubrirse sus actividades clandestinas como Miembro del movimiento 26 de Julio, se incorporó al Ejército Rebelde como soldado de la Columna No.1 del Primer Frente de la Sierra Maestra, participando en varios combates. 
Participante de la Huelga del 9 de abril del 1958
Miembro del Comité Central del Partido Comunista de Cuba.(PCC)
Diputado a la Asamblea Nacional del Poder Popular(ANC)

## Misiones internacionalistas
1975. República Árabe Siria

## Condecoraciones
A propuesta del Ministerio de las Fuerzas Armadas Revolucionaria(FAR) le han sido conferidas  por el Consejo de Estado de la República de Cuba, entre otras:
- Medalla por el Servicio Ejemplar en las FAR.
- Medalla Combatiente de la Guerra de Liberación
- Medalla Combatiente de la Lucha Clandestina.